# 나이절 브루스

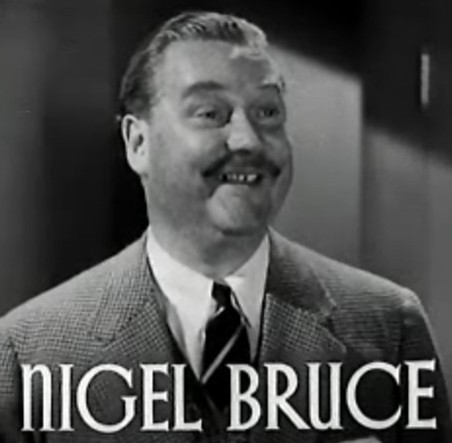

나이절 브루스(Nigel Bruce, 1895년 2월 4일 ~ 1953년 10월 8일)는 영국의 배우, 연극 배우, 영화배우, 텔레비전 배우이다.
엔세나다에서 태어났으며 샌타모니카에서 사망하였다. 사인은 심근 경색이다.

## 영화
- 랜섬 (1954년) - Gov. 코츠 역
- 브와나 데블 (1952년)
- 라임라이트 (1952년)
- 줄리아 미스비헤이브 (1948년)
- 셜록홈즈 - 공포의 밤 (1946년)
- 셜록홈즈 - 살인의 전주곡 (1946년)
- 셜록홈즈 - 녹색옷의 여인 (1945년)
- 래시의 아들 (1945년)
- 콘 이즈 그린 (1945년)
- 폴로우 더 보이즈 (1944년)
- 프렌치맨스 크리크 (1944년)
- 셜록홈즈 - 비밀병기 (1943년)
- 래시 집에 오다 (1943년)
- 언제나 영원히 (1943년)
- 록시 하트 (1942년)
- 디스 오보브 올 (1942년)
- 마거릿의 여행 (1942년)
- 초콜릿 솔저 (1941년)
- 서스피션 (1941년)
- 파랑새 (1940년)
- 릴리언 러셀 (1940년)
- 수잔과 신 (1940년)
- 레베카 (1940년)
- 배스커빌가의 개 (1939년)
- 더 레인스 케임 (1939년)
- 셜록 홈즈의 모험 (1939년)
- 유괴 (1938년)
- 수에즈 (1938년)
- 트레일 오브 더 론섬 파인 (1936년)
- 차지 오브 더 라이트 브리게이드 (1936년)
- 벡키 샤프 (1935년)
- 하사모테 여왕의 비밀 (1935년)
- 스탠드 업 앤 치어! (1934년)
- 스칼렛 핌퍼넬 (1934년)
- 보물섬 (1934년)